# Briefmarken-Jahrgang 1957 der Deutschen Bundespost Saarland
Die Briefmarken der Deutschen Bundespost Saarland wurden nach der Eingliederung des Saarlandes in die Bundesrepublik Deutschland von 1957 bis 1959 herausgegeben. Diese Briefmarken wurden notwendig, da im Bundesland Saarland noch bis zum 5. Juli 1959 der Saar-Franken oder kurz Franc als Währung galt. Die Briefmarken des Saarlandes zeichnen sich daher zum einen durch die Angabe Saarland und zum anderen durch die Währungsbezeichnung F aus. Alle Marken, mit Ausnahme der Serie Heuss, Saarland (I), tragen dieses Währungszeichen.
Der Jahrgang 1957 umfasste 10 Sondermarken, und zwei Dauermarkenserien mit jeweils 20 Marken des Bundespräsidenten Theodor Heuss (→ Heuss-Serie und Heuss-Medaillon).

## Liste der Ausgaben und Motive
Legende
- Bild: Eine bearbeitete Abbildung der genannten Marke. Das Verhältnis der Größe der Briefmarken zueinander ist in diesem Artikel annähernd maßstabsgerecht dargestellt. Sollten keine Marken abgebildet sein, liegt es daran, dass das Urheberrecht des Künstlers noch nicht erloschen ist.
- Beschreibung: Eine Kurzbeschreibung des Motivs und/oder des Ausgabegrundes. Bei ausgegebenen Serien oder Blocks werden die zusammengehörigen Beschreibungen mit einer Markierung versehen eingerückt.
- Wert: Der Frankaturwert der einzelnen Marke in Saar-Franken. Ein „+“ bedeutet, dass es sich um eine Zuschlagsmarke handelt (= Frankaturwert + Spende).
- Ausgabedatum: Das Datum des erstmaligen Verkaufs dieser Briefmarke.
- Gültig bis: Das Datum, an dem die Gültigkeit endete.
- Auflage: Soweit bekannt, wird hier die zum Verkauf angebotene Anzahl dieser Ausgabe angegeben.
- Entwurf: Soweit bekannt, wird hier angegeben, von wem der Entwurf dieser Marke stammt.
- Mi.-Nr.: Diese Briefmarke wird im Michel-Katalog unter der entsprechenden Nummer gelistet.

| Sondermarken | |                |                       |                   |            |                 |         |
| Bild         | Beschreibung | Wert in Franc  | Ausgabe- datum (1957) | gültig bis        | Auflage    | Entwurf         | Mi.-Nr. |
|              | Eingliederung des Saarlandes nach dem Saarvertrag Landeswappen des Saarlandes | 15             | 1. Januar             | 31. Dezember 1958 | 02.994.290 | Herbert Kern    | 379     |
|              | Internationale Saarmesse 1957 Das Messeemblem der Saarmesse und Stahlkocher bei der Arbeit | 15             | 20. April             | 31. Dezember 1958 | 02.496.734 | Schmidt         | 400     |
|              | 100 Jahre Stadt Merzig Stadtwappen und die Kirche St. Peter | 15             | 25. Mai               | 31. Dezember 1958 | 03.000.000 | Grittmann       | 401     |
|              | Europamarken 1957 - stilisierter Baum (orange) | 20             | 16. September         | 5. Juli 1959      | 01.832.220 | Richard Blank   | 402     |
|              | - stilisierter Baum (bläulich violett) | 35             | 16. September         | 5. Juli 1959      | 01.517.231 | Richard Blank   | 403     |
|              | Helfer der Menschheit, Ausgabe 1957, Kohlebergbau - Bergmann mit Grubenlampe | 6+4            | 1. Oktober            | 5. Juli 1959      | 01.045.714 | Bert Jäger      | 404     |
|              | - Bergmann mit Abbauhammer | 12+6           | 1. Oktober            | 5. Juli 1959      | 01.036.267 | Bert Jäger      | 405     |
|              | - Bergmann am Kohlenhobel | 15+7           | 1. Oktober            | 5. Juli 1959      | 01.058.289 | Bert Jäger      | 406     |
|              | - Anschläger am Förderschacht | 30+10          | 1. Oktober            | 5. Juli 1959      | 01.026.168 | Bert Jäger      | 407     |
|              | Internationale Briefwoche Zwei Brieftauben mit Briefen im Schnabel | 15             | 5. Oktober            | 5. Juli 1959      | 01.999.000 | Wilhelm Neufeld | 408     |
| Dauermarken  | |                |                       |                   |            |                 |         |
| Bild         | Beschreibung | Werte in Franc | Ausgabe- datum (1957) | gültig bis        | Auflage    | Entwurf         | Mi.-Nr. |
|              | Dauermarken Bundespräsident Theodor Heuss (ohne Währungsangabe) - kleines Format, Buchdruck, Werte von 1 bis 25 Saar-Franken - kleines Format, Stichtiefdruck, Werte von 30 bis 90 Saar-Franken - großes Format, Stichtiefdruck, Werte 100 und 200 Saar-Franken | 1              | 1. Januar             | 30. Juni 1958     | 01.792.677 | Max Bittrof     | 380     |
| 2            | Dauermarken Bundespräsident Theodor Heuss (ohne Währungsangabe) - kleines Format, Buchdruck, Werte von 1 bis 25 Saar-Franken - kleines Format, Stichtiefdruck, Werte von 30 bis 90 Saar-Franken - großes Format, Stichtiefdruck, Werte 100 und 200 Saar-Franken | 16. März       | 03.070.802            | 30. Juni 1958     | 381        | Max Bittrof     |         |
| 3            | Dauermarken Bundespräsident Theodor Heuss (ohne Währungsangabe) - kleines Format, Buchdruck, Werte von 1 bis 25 Saar-Franken - kleines Format, Stichtiefdruck, Werte von 30 bis 90 Saar-Franken - großes Format, Stichtiefdruck, Werte 100 und 200 Saar-Franken | 1. Januar      | 02.750.006            | 30. Juni 1958     | 382        | Max Bittrof     |         |
| 4            | Dauermarken Bundespräsident Theodor Heuss (ohne Währungsangabe) - kleines Format, Buchdruck, Werte von 1 bis 25 Saar-Franken - kleines Format, Stichtiefdruck, Werte von 30 bis 90 Saar-Franken - großes Format, Stichtiefdruck, Werte 100 und 200 Saar-Franken | 16. März       | 00.805.563            | 30. Juni 1958     | 383        | Max Bittrof     |         |
| 5            | Dauermarken Bundespräsident Theodor Heuss (ohne Währungsangabe) - kleines Format, Buchdruck, Werte von 1 bis 25 Saar-Franken - kleines Format, Stichtiefdruck, Werte von 30 bis 90 Saar-Franken - großes Format, Stichtiefdruck, Werte 100 und 200 Saar-Franken | 1. Januar      | 24.967.748            | 30. Juni 1958     | 384        | Max Bittrof     |         |
| 6            | Dauermarken Bundespräsident Theodor Heuss (ohne Währungsangabe) - kleines Format, Buchdruck, Werte von 1 bis 25 Saar-Franken - kleines Format, Stichtiefdruck, Werte von 30 bis 90 Saar-Franken - großes Format, Stichtiefdruck, Werte 100 und 200 Saar-Franken | 16. März       | 03.833.570            | 30. Juni 1958     | 385        | Max Bittrof     |         |
| 10           | Dauermarken Bundespräsident Theodor Heuss (ohne Währungsangabe) - kleines Format, Buchdruck, Werte von 1 bis 25 Saar-Franken - kleines Format, Stichtiefdruck, Werte von 30 bis 90 Saar-Franken - großes Format, Stichtiefdruck, Werte 100 und 200 Saar-Franken | 16. März       | 02.247.001            | 30. Juni 1958     | 386        | Max Bittrof     |         |
| 12           | Dauermarken Bundespräsident Theodor Heuss (ohne Währungsangabe) - kleines Format, Buchdruck, Werte von 1 bis 25 Saar-Franken - kleines Format, Stichtiefdruck, Werte von 30 bis 90 Saar-Franken - großes Format, Stichtiefdruck, Werte 100 und 200 Saar-Franken | 1. Januar      | 24.722.968            | 30. Juni 1958     | 387        | Max Bittrof     |         |
| 15           | Dauermarken Bundespräsident Theodor Heuss (ohne Währungsangabe) - kleines Format, Buchdruck, Werte von 1 bis 25 Saar-Franken - kleines Format, Stichtiefdruck, Werte von 30 bis 90 Saar-Franken - großes Format, Stichtiefdruck, Werte 100 und 200 Saar-Franken | 1. Januar      | 39.566.819            | 30. Juni 1958     | 388        | Max Bittrof     |         |
| 18           | Dauermarken Bundespräsident Theodor Heuss (ohne Währungsangabe) - kleines Format, Buchdruck, Werte von 1 bis 25 Saar-Franken - kleines Format, Stichtiefdruck, Werte von 30 bis 90 Saar-Franken - großes Format, Stichtiefdruck, Werte 100 und 200 Saar-Franken | 1. Januar      | 03.159.195            | 30. Juni 1958     | 389        | Max Bittrof     |         |
| 25           | Dauermarken Bundespräsident Theodor Heuss (ohne Währungsangabe) - kleines Format, Buchdruck, Werte von 1 bis 25 Saar-Franken - kleines Format, Stichtiefdruck, Werte von 30 bis 90 Saar-Franken - großes Format, Stichtiefdruck, Werte 100 und 200 Saar-Franken | 16. März       | 03.466.034            | 30. Juni 1958     | 390        | Max Bittrof     |         |
| 30           | Dauermarken Bundespräsident Theodor Heuss (ohne Währungsangabe) - kleines Format, Buchdruck, Werte von 1 bis 25 Saar-Franken - kleines Format, Stichtiefdruck, Werte von 30 bis 90 Saar-Franken - großes Format, Stichtiefdruck, Werte 100 und 200 Saar-Franken | 1. Januar      | 03.339.285            | 30. Juni 1958     | 391        | Max Bittrof     |         |
| 45           | Dauermarken Bundespräsident Theodor Heuss (ohne Währungsangabe) - kleines Format, Buchdruck, Werte von 1 bis 25 Saar-Franken - kleines Format, Stichtiefdruck, Werte von 30 bis 90 Saar-Franken - großes Format, Stichtiefdruck, Werte 100 und 200 Saar-Franken | 16. März       | 02.349.752            | 30. Juni 1958     | 392        | Max Bittrof     |         |
| 50           | Dauermarken Bundespräsident Theodor Heuss (ohne Währungsangabe) - kleines Format, Buchdruck, Werte von 1 bis 25 Saar-Franken - kleines Format, Stichtiefdruck, Werte von 30 bis 90 Saar-Franken - großes Format, Stichtiefdruck, Werte 100 und 200 Saar-Franken | 1. Januar      | 02.437.535            | 30. Juni 1958     | 393        | Max Bittrof     |         |
| 60           | Dauermarken Bundespräsident Theodor Heuss (ohne Währungsangabe) - kleines Format, Buchdruck, Werte von 1 bis 25 Saar-Franken - kleines Format, Stichtiefdruck, Werte von 30 bis 90 Saar-Franken - großes Format, Stichtiefdruck, Werte 100 und 200 Saar-Franken | 16. März       | 02.605.523            | 30. Juni 1958     | 394        | Max Bittrof     |         |
| 70           | Dauermarken Bundespräsident Theodor Heuss (ohne Währungsangabe) - kleines Format, Buchdruck, Werte von 1 bis 25 Saar-Franken - kleines Format, Stichtiefdruck, Werte von 30 bis 90 Saar-Franken - großes Format, Stichtiefdruck, Werte 100 und 200 Saar-Franken | 16. März       | 02.565.013            | 30. Juni 1958     | 395        | Max Bittrof     |         |
| 80           | Dauermarken Bundespräsident Theodor Heuss (ohne Währungsangabe) - kleines Format, Buchdruck, Werte von 1 bis 25 Saar-Franken - kleines Format, Stichtiefdruck, Werte von 30 bis 90 Saar-Franken - großes Format, Stichtiefdruck, Werte 100 und 200 Saar-Franken | 1. Januar      | 05.516.470            | 30. Juni 1958     | 396        | Max Bittrof     |         |
| 90           | Dauermarken Bundespräsident Theodor Heuss (ohne Währungsangabe) - kleines Format, Buchdruck, Werte von 1 bis 25 Saar-Franken - kleines Format, Stichtiefdruck, Werte von 30 bis 90 Saar-Franken - großes Format, Stichtiefdruck, Werte 100 und 200 Saar-Franken | 16. März       | 02.539.846            | 30. Juni 1958     | 397        | Max Bittrof     |         |
| 100          | Dauermarken Bundespräsident Theodor Heuss (ohne Währungsangabe) - kleines Format, Buchdruck, Werte von 1 bis 25 Saar-Franken - kleines Format, Stichtiefdruck, Werte von 30 bis 90 Saar-Franken - großes Format, Stichtiefdruck, Werte 100 und 200 Saar-Franken | 1. Januar      | 01.201.078            | 30. Juni 1958     | 398        | Max Bittrof     |         |
| 200          | Dauermarken Bundespräsident Theodor Heuss (ohne Währungsangabe) - kleines Format, Buchdruck, Werte von 1 bis 25 Saar-Franken - kleines Format, Stichtiefdruck, Werte von 30 bis 90 Saar-Franken - großes Format, Stichtiefdruck, Werte 100 und 200 Saar-Franken | 25. Mai        | 01.036.058            | 30. Juni 1958     | 399        | Max Bittrof     |         |
|              | Dauermarken Heuss (Briefmarkenserie) (mit Währungsangabe) - kleines Format, Offsetdruck, Werte von 1 bis 90 Saar-Franken - großes Format, Stichtiefdruck, Werte 100 bis 300 Saar-Franken                                                                        | 1              | 5. Dezember           | 5. Juli 1959      | 02.280.502 | Max Bittrof     | 409     |
| 3            | Dauermarken Heuss (Briefmarkenserie) (mit Währungsangabe) - kleines Format, Offsetdruck, Werte von 1 bis 90 Saar-Franken - großes Format, Stichtiefdruck, Werte 100 bis 300 Saar-Franken                                                                        | 5. Dezember    | 02.647.589            | 5. Juli 1959      | 410        | Max Bittrof     |         |
| 5            | Dauermarken Heuss (Briefmarkenserie) (mit Währungsangabe) - kleines Format, Offsetdruck, Werte von 1 bis 90 Saar-Franken - großes Format, Stichtiefdruck, Werte 100 bis 300 Saar-Franken                                                                        | 2. November    | 20.128.737            | 5. Juli 1959      | 411        | Max Bittrof     |         |
| 6            | Dauermarken Heuss (Briefmarkenserie) (mit Währungsangabe) - kleines Format, Offsetdruck, Werte von 1 bis 90 Saar-Franken - großes Format, Stichtiefdruck, Werte 100 bis 300 Saar-Franken                                                                        | 5. Dezember    | 01.360.400            | 5. Juli 1959      | 412        | Max Bittrof     |         |
| 10           | Dauermarken Heuss (Briefmarkenserie) (mit Währungsangabe) - kleines Format, Offsetdruck, Werte von 1 bis 90 Saar-Franken - großes Format, Stichtiefdruck, Werte 100 bis 300 Saar-Franken                                                                        | 2. November    | 02.912.069            | 5. Juli 1959      | 413        | Max Bittrof     |         |
| 12           | Dauermarken Heuss (Briefmarkenserie) (mit Währungsangabe) - kleines Format, Offsetdruck, Werte von 1 bis 90 Saar-Franken - großes Format, Stichtiefdruck, Werte 100 bis 300 Saar-Franken                                                                        | 2. November    | 07.661.932            | 5. Juli 1959      | 414        | Max Bittrof     |         |
| 15           | Dauermarken Heuss (Briefmarkenserie) (mit Währungsangabe) - kleines Format, Offsetdruck, Werte von 1 bis 90 Saar-Franken - großes Format, Stichtiefdruck, Werte 100 bis 300 Saar-Franken                                                                        | 2. November    | 24.191.321            | 5. Juli 1959      | 415        | Max Bittrof     |         |
| 18           | Dauermarken Heuss (Briefmarkenserie) (mit Währungsangabe) - kleines Format, Offsetdruck, Werte von 1 bis 90 Saar-Franken - großes Format, Stichtiefdruck, Werte 100 bis 300 Saar-Franken                                                                        | 5. Dezember    | 00.785.475            | 5. Juli 1959      | 416        | Max Bittrof     |         |
| 20           | Dauermarken Heuss (Briefmarkenserie) (mit Währungsangabe) - kleines Format, Offsetdruck, Werte von 1 bis 90 Saar-Franken - großes Format, Stichtiefdruck, Werte 100 bis 300 Saar-Franken                                                                        | 20. Dezember   | 01.543.758            | 5. Juli 1959      | 417        | Max Bittrof     |         |
| 25           | Dauermarken Heuss (Briefmarkenserie) (mit Währungsangabe) - kleines Format, Offsetdruck, Werte von 1 bis 90 Saar-Franken - großes Format, Stichtiefdruck, Werte 100 bis 300 Saar-Franken                                                                        | 5. Dezember    | 01.996.083            | 5. Juli 1959      | 418        | Max Bittrof     |         |
| 30           | Dauermarken Heuss (Briefmarkenserie) (mit Währungsangabe) - kleines Format, Offsetdruck, Werte von 1 bis 90 Saar-Franken - großes Format, Stichtiefdruck, Werte 100 bis 300 Saar-Franken                                                                        | 5. Dezember    | 01.707.972            | 5. Juli 1959      | 419        | Max Bittrof     |         |
| 35           | Dauermarken Heuss (Briefmarkenserie) (mit Währungsangabe) - kleines Format, Offsetdruck, Werte von 1 bis 90 Saar-Franken - großes Format, Stichtiefdruck, Werte 100 bis 300 Saar-Franken                                                                        | 20. Dezember   | 00.530.388            | 5. Juli 1959      | 420        | Max Bittrof     |         |
| 45           | Dauermarken Heuss (Briefmarkenserie) (mit Währungsangabe) - kleines Format, Offsetdruck, Werte von 1 bis 90 Saar-Franken - großes Format, Stichtiefdruck, Werte 100 bis 300 Saar-Franken                                                                        | 5. Dezember    | 00.596.306            | 5. Juli 1959      | 421        | Max Bittrof     |         |
| 50           | Dauermarken Heuss (Briefmarkenserie) (mit Währungsangabe) - kleines Format, Offsetdruck, Werte von 1 bis 90 Saar-Franken - großes Format, Stichtiefdruck, Werte 100 bis 300 Saar-Franken                                                                        | 5. Dezember    | 01.757.008            | 5. Juli 1959      | 422        | Max Bittrof     |         |
| 70           | Dauermarken Heuss (Briefmarkenserie) (mit Währungsangabe) - kleines Format, Offsetdruck, Werte von 1 bis 90 Saar-Franken - großes Format, Stichtiefdruck, Werte 100 bis 300 Saar-Franken                                                                        | 20. Dezember   | 00.566.356            | 5. Juli 1959      | 423        | Max Bittrof     |         |
| 80           | Dauermarken Heuss (Briefmarkenserie) (mit Währungsangabe) - kleines Format, Offsetdruck, Werte von 1 bis 90 Saar-Franken - großes Format, Stichtiefdruck, Werte 100 bis 300 Saar-Franken                                                                        | 20. Dezember   | 00.928.549            | 5. Juli 1959      | 424        | Max Bittrof     |         |
| 90           | Dauermarken Heuss (Briefmarkenserie) (mit Währungsangabe) - kleines Format, Offsetdruck, Werte von 1 bis 90 Saar-Franken - großes Format, Stichtiefdruck, Werte 100 bis 300 Saar-Franken                                                                        | 20. Dezember   | 00.482.112            | 5. Juli 1959      | 425        | Max Bittrof     |         |
| 100          | Dauermarken Heuss (Briefmarkenserie) (mit Währungsangabe) - kleines Format, Offsetdruck, Werte von 1 bis 90 Saar-Franken - großes Format, Stichtiefdruck, Werte 100 bis 300 Saar-Franken                                                                        | 20. Dezember   | 00.782.329            | 5. Juli 1959      | 426        | Max Bittrof     |         |
| 200          | Dauermarken Heuss (Briefmarkenserie) (mit Währungsangabe) - kleines Format, Offsetdruck, Werte von 1 bis 90 Saar-Franken - großes Format, Stichtiefdruck, Werte 100 bis 300 Saar-Franken                                                                        | 20. Dezember   | 00.382.985            | 5. Juli 1959      | 427        | Max Bittrof     |         |
| 300          | Dauermarken Heuss (Briefmarkenserie) (mit Währungsangabe) - kleines Format, Offsetdruck, Werte von 1 bis 90 Saar-Franken - großes Format, Stichtiefdruck, Werte 100 bis 300 Saar-Franken                                                                        | 20. Dezember   | 00.338.374            | 5. Juli 1959      | 428        | Max Bittrof     |         |

### Gesamtausgaben der beiden Dauermarkenserien als Zusammenstellung
| 1 F                            | 2 F  | 3 F  | 4 F  | 5 F  | 6 F  | 10 F | 12 F  | 15 F  | 18 F  |
| 25 F                           | 30 F | 45 F | 50 F | 60 F | 70 F | 80 F | 90 F  | 100 F | 200 F |
| Serie: Theodor Heuss Saar (I)  |      |      |      |      |      |      |       |       |       |
| 1 F                            | 3 F  | 5 F  | 6 F  | 10 F | 12 F | 15 F | 18 F  | 20 F  | 25 F  |
| 30 F                           | 35 F | 40 F | 50 F | 70 F | 80 F | 90 F | 100 F | 200 F | 300 F |
| Serie: Theodor Heuss Saar (II) |      |      |      |      |      |      |       |       |       |